# Гиппинг, Андерс Юхан
Андерс Юхан Гиппинг (Андрей Иоганн, Андрей Иванович; фин. Anders Johan Davidsson Hipping; 1788—1862) — финляндский священник и историк, автор трудов по истории Ингерманландии, член-корреспондент Петербургской академии наук(1844).

## Биография
Андерс Юхан Гиппинг родился в семье пастора.
В 1800 году поступил в гимназию в городе Борго, откуда через четыре года перевелся в Королевскую академию Або.
В 1807 году переехал в Санкт-Петербург, где до 1811 года служил музыкантом в дирекции императорских театров.
Затем Гиппинг вернулся в княжество Финляндское, принял сан пастора.
В 1820 году по рекомендации российского академика Ф. И. Круга начал работать в библиотеке графа Н. П. Румянцева с целью приведения в порядок книжного собрания. В библиотеке Румянцева Гиппинг получил доступ к большому количеству источников по древней истории Ингерманландии и Финляндии, часть которых позднее была им опубликована.
С 1847 года был настоятелем в церкви в Уусикиркко. В 1859 был назначен пробстом Выборгской епархии и инспектором школ в Выборге.
Умер 8 ноября в Уусикиркко (ныне пос. Поляны, Выборгский район Ленинградской области), похоронен там же.

## Научная работа
А. Гиппинг заинтересовался историей города Ниен и крепости, которые в XVII веке располагались на территории Ингерманландии и входили в состав Шведского королевства. Результатом его исследований стала книга «Нева и Ниеншанц до основания Санкт-Петербурга», в 1836 году опубликованная на шведском языке в Гельсингфорсе.
Главным трудом его научно-исследовательской деятельности была подготовленная к печати на русском языке рукопись «Нева и Ниеншанц», за написание которой Гиппинг был награждён Демидовской премией. Эта работа стала первым трудом, целиком охватывающим всю историю Ингерманландии. Издана в 1909 году академиком А. С. Лаппо-Данилевским.

## Избранная библиография
- «Опыт шведско-русских разговоров» («Försök till Svenska och Ryska Samtal», St.-Pbg. 1810),
- «Beskrifning öfver Perno Socken i Finnland» (St.-Pbg. 1817),
- «Pontus de la Gardie oder Nachforschungen über eine in der Gegend um St.-Petersburg bekannte Volkssage», St.-Pbg. 1819 (по-русски: «Понтус де ля Гарди, исследование народного предания, относящегося до завоевания Ингерманландии россиянами» в «Соревнователе просвещения и благотворения» 1818 г., т. IV, журнале, издаваемом Вольным обществом любителей российской словесности, членом которого состоял Г.),
- «Bemerkungen über einen in den Russischen Chroniken erwähnten Kriegszug der Russen nach. Finnland», St.-Pbg. 1820 (русский перевод K. Гаке: «О походе новгородцев в Финляндию, упоминаемом в русских летописях» в том же журнале за 1820 г., № 4 и 5),
- «О финской литературе»,
- Neva och Nyenskans intill St. Petersburgs Anläggning. Första Delen. Helsingfors, 1836)
- «Beskrifning öfver Wichtis Socken», Helsingfors,
- «Нева и Ниеншанц», в 2 частях, со вступительной статьей академика A. С. Лаппо-Данилевского.